# إيفان بيدرسن
إيفان بيدرسن (بالدنماركية: Ivan Pedersen)‏ هو ملحن دنماركي، ولد في 22 أبريل 1950.

## وصلات خارجية
- إيفان بيدرسن على موقع ميوزك برينز (الإنجليزية)
- إيفان بيدرسن على موقع ميوزك برينز (الإنجليزية)
- إيفان بيدرسن على موقع ديسكوغز (الإنجليزية)
- إيفان بيدرسن على موقع ديسكوغز (الإنجليزية)